# 수리취

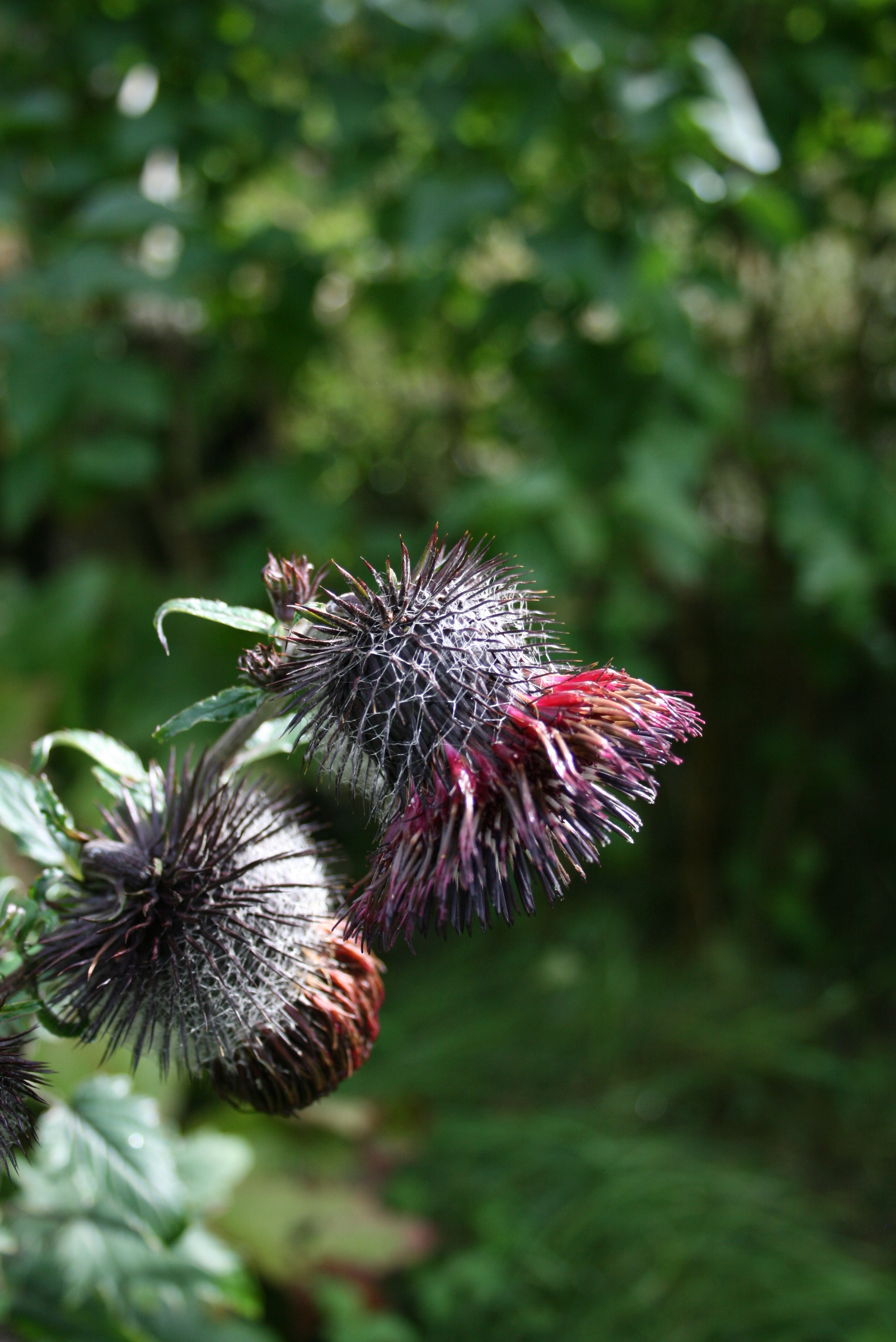

수리취는 국화과 여러해살이풀로, 개취, 떡취, 산우방(山牛蒡)으로도 불린다. 한국, 중국, 일본, 시베리아에 분포한다.

## 생태
1m 높이까지 자라고 줄기에 얕은 홈이 패인 듯 세로로 줄이 나 있으며 흰색 털이 있다. 잎은 어긋나고 달걀 모양이거나 달걀에 가까운 타원 모양이며 긴 털이 난다. 가장자리에 톱니가 있고, 잎 뒷면에는 흰색의 부드러운 털이 빽빽하게 난다. 8~9월에 지름 5cm 정도의 자갈색 꽃이 피는데 땅을 향한다. 총포(總苞)는 흰색 털로 덮여 있고, 꽃턱잎은 꽃 주위를 무성하게 둘러싸고 있는데, 꽃턱잎 조각은 끝이 뾰족하다. 열매는 삭과로 긴 타원 모양이다.

## 쓰임새
어린 잎을 떡에 넣어서 만든 수리취절편(수리취떡)은 단오의 절기 음식이다. 다 자란 잎은 말리거나 볶아 곱게 비벼서 부싯깃으로 쓴다.

## 관리 및 번식법
관리법 : 유기질 함량이 높은 비옥한 화단에 심는다. 햇볕이 강하면 잎끝이 타기 때문에 반그늘을 선택하는 것이 좋다.
번식법 : 11월에 받은 종자는 종이에 싸서 냉장보관 한 후 이듬해 봄 화단에 뿌리거나 봄 새싹이 올라올 때 포기나누기를 한다.

## 비슷한 종
- 가새수리취 (Synurus deltoides var. inciso-lobata (DC.) Kitam.) - 수리취의 변종. 함경북도, 사할린에서 산다.
- 큰수리취 (Synurus excelsus (DC.) (Makino) Kitam.) - 메마르고 볕이 좋은 데서 자라며 털이 없다.
- 국화수리취 (Synurus palmatopinnatifidus (Makino) Kitam.) - 잎이 국화잎처럼 생겼다.
- 민국화수리취(Synurus palmatopinnatifidus var. indivisus (Makino) Kitam.) - 국화수리취의 변종.